# Битка за Ерзурум
Битка за Ерзурум или Ерзумска офанзива (рус. Эрзурумское сражение; тур. Erzurum Muharebesi) је била велика зимска офанзива руске царске војске у оквиру Кавкавског похода које је довела до освајања стратешки битног града Ерзурума. Османске снаге су претрпеле низ неуспеха током зиме које је довело до убедљиве руске победе.

## Позадина
После пораза код Сарикамиша Турци су покушали да се реорганизују. Након геноцида над Јерменима настао је проблем снабдевање турских трупа. Трговина са Јерменима је била прекинута а они су били главни снабдевачи Османске војске. Јерменски војници су пребачени у батаљоне за принудни рад и њихово масакрирање је додатно погоршало проблем. Међутим током 1915. северни део овог форнта је остао миран.
У исто време се завршавала Галипољска операција што је значило да ће Турци имати више војника за наступајуће борбе. Николај Јуденич командант руске кавкавске армије је знао за ово и почео је да припрема офанзиву. Он је се надао да ће зазети главну тврђаву Ерзурума. Ово је био тежак поход зато што је Ерзурум био заштићен са више тврђава у планинама.

## Однос снага

### Руске снаге
Руси су имали око 130.000 пешадинаца, 35.000 коњице; такође су имали око 160.000 резервиста, 150 камиона и 20 авиона.

### Османске снаге
Османска врховна команда није успела да надокнади губитке из 1915. У Галипољској операцији су били ангажовани сви ресурси и људство. Девети, десети и једанаести корпус није добио потребно појачање, притом су и прва и пета експедициона армија биле послате у Месопотамски поход чији се крај није назирао. Османска врховна команда је препознала тежину ситуације на другим фронтовима и одлучила је да је регион од секундарне важности. У јануару 1916. Османске снаге су имале 126.000 људи од тога само 50.539 војника, 74.057 пушака, 77 митраљеза и 180 комада артиљерије; такође војници нису били у добром стању због неухрањености.

## Борбе

### Одбрамбене линије
Иако су Руси имали бројчану предност то није било довољно па је из тог разлога руски план био да направе пробој у најслабијој тачки одбрамбене линије.
10. јануара почела је руска офанзива и била је усмерена на XI корпус. Прве борбе су биле код села Азкани и планинског гребена Кара Уган. За четири дана Руси су направили пробој и губици XI корпуса су били велики.

## Жртве
Током напада на град Руси су заробили око 9 стандардета, 5.000 ратних заробљеника и 327 топова. Турски губици су били: 10.000 убијених и рањених 5.000 ратних заробљеника, укупно су изгубили 17.000 војника.
руски губици су били: 1.000 погинулих, 4.000 рањених и 4.000 промрзлих.